# Humble (Texas)
Humble város az Amerikai Egyesült Államok Texas államában, Harris megyében. Lakosainak száma 16 795 fő (2020. április 1.).

## Népesség
A település népességének változása:

| 2010 | 15 133 |
| 2020 | 16 795 |